# スティーヴン・サイモン
スティーヴン・サイモン（Stephen Simon, 1937年5月5日 - 2013年1月20日）は、アメリカ合衆国の指揮者。
マンハッタンの生まれ。
ジョエル・ローゼンにピアノを学んだあとイエール大学に進学し、ヒュー・ロスとジュアリアン・ハーフォードに合唱指揮を、ヨーゼフ・クリップスに指揮法を学んだ。ワルター・ジュスキントやウィリアム・スタインバーグのアシスタントを経て1962年に指揮者デビューを果たし、1963年にウェストチェスター管弦楽協会の指揮者となった。1971年にニューヨーク・ヘンデル音楽祭の音楽監督に就任し、1976年からはワシントンD.C.のケネディ・センターでヘンデル音楽祭を創始した。また、音楽祭のためのオーケストラも併設し、2002年までワシントン室内交響楽団として指揮者を務めた。2004年からサイモン・シンフォニエッタを結成して指揮活動を継続していた。
マンハッタンにて死去した。

## 註
1. ↑  nytimes.com
2. ↑  https://www.washingtonpost.com/local/obituaries/stephen-simon-a-conductor-and-leading-handel-specialist-dies-at-75/2013/01/30/665b7098-6a32-11e2-ada3-d86a4806d5ee_story.html